# Fiolă

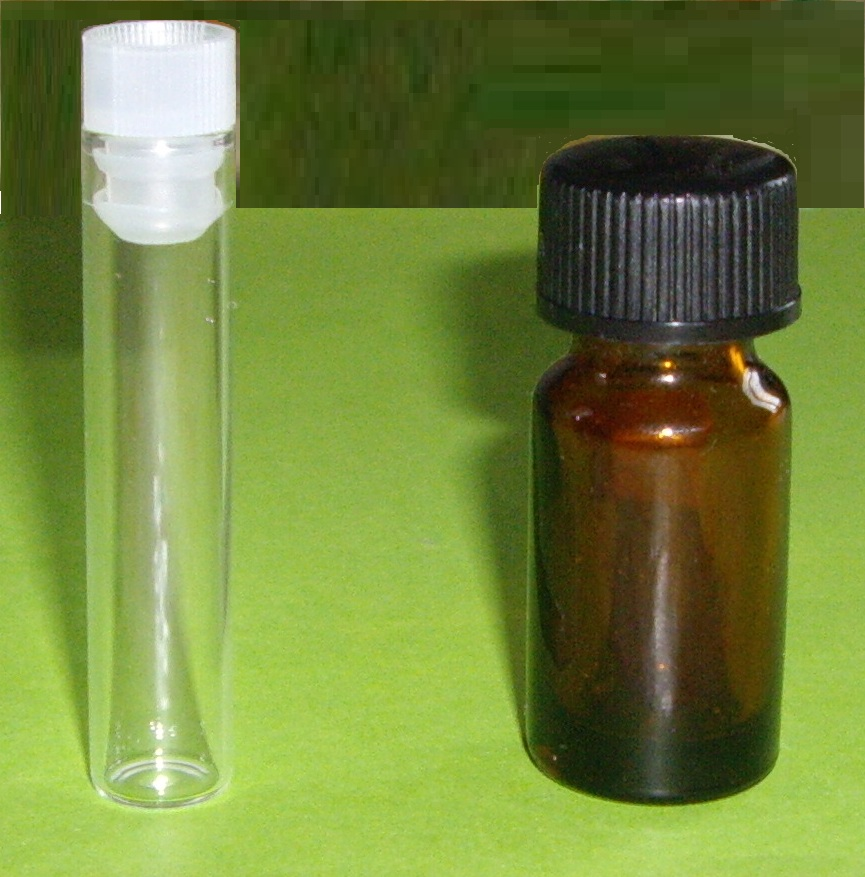
Două tipuri de fiole

O fiolă este un recipient sau flacon de mici dimensiuni realizat din sticlă sau din anumite materiale plastice (precum polipropilena) cu gâtul strâmt, închis ermetic, în care se păstrează de obicei medicamente (sub formă de lichide, capsule sau pulberi sterile injectabile).